# Feijãozinho-rasteiro
O feijãozinho-rasteiro (Trophis racemosa) é uma árvore lactescente da família das moráceas, que pode chegar a 21 metros de altura. Tal espécie possui casca adstringente, utilizada em curtume, madeira nobre, dura, compacta, folhas coriáceas, flores em pequenas espigas e bagas comestíveis, outrora utilizada pelos indígenas após cocção, quando adquiriam gosto semelhante ao do feijão.[carece de fontes?]

## Distribuição
A espécie pode ser encontrada Brasil, em regiões de floresta amazônica, incluindo o Acre. Além disso, é encontrada no Peru, Colômbia, Venezuela, El Salvador, Belize, Costa Rica, Equador, Haiti, Cuba, República Dominicana, Jamaica, Porto Rico, Panamá, em alguns locais no México e nas Ilhas Virgens.